# Superpotencia energética
El término superpotencia energética tiene varias definiciones posibles que podrían utilizarse dependiendo del contexto.
En los últimos años, sin embargo, se ha usado para referirse a un país que suministra grandes cantidades de recursos energéticos (petróleo, gas natural, carbón, uranio, etc.) a un número significativo de otros estados, y que por tanto tiene el potencial para influir en los mercados mundiales y con ello obtener una ventaja política o económica.
Esto podría producirse, por ejemplo, influyendo de forma significativa en el precio en los mercados mundiales, o reteniendo suministros.
El término "superpotencia energética" no debe confundirse ni con el concepto de "superpotencia emergente", ni con el concepto de "superpotencia", ya que la naturaleza de una superpotencia energética se define de manera muy diferente, debido a la naturaleza no militar de la base de poder de una superpotencia energética. [cita requerida]
Las superpotencias energéticas proyectan mayor potencia de la que sería posible de otra manera debido a su control del mercado de las energías exportables, y son cada vez más valiosas para la economía mundial. En el boom mundial de productos básicos, muchos de estos estados se han beneficiado enormemente del aumento de la producción y los precios. [cita requerida]

## Superpotencias energéticas del mundo
En la actualidad hay dos superpotencias energéticas mundiales "reconocidas", las cuales tienen las mayores reservas y producción en los ámbitos de la energía en la que se especializan. Rusia tiene las mayores reservas del mundo de gas natural, y es el mayor productor y exportador de gas, mientras que Arabia Saudita por debajo de Venezuela tiene las segundas mayores reservas de petróleo convencional, y ostenta la segunda mayor capacidad de producción de crudo del mundo solo por detrás de Rusia (estimada en torno a 10,5-11,0 millones de bbl / d). Las medidas adoptadas por las empresas o el gobierno en cualquiera de estos dos países son suficientes para producir una reacción inmediata en el mercado de valores, si bien se sabe que los mercados han intentado adivinar las verdaderas cifras de producción de Arabia Saudita. [cita requerida]

### Rusia

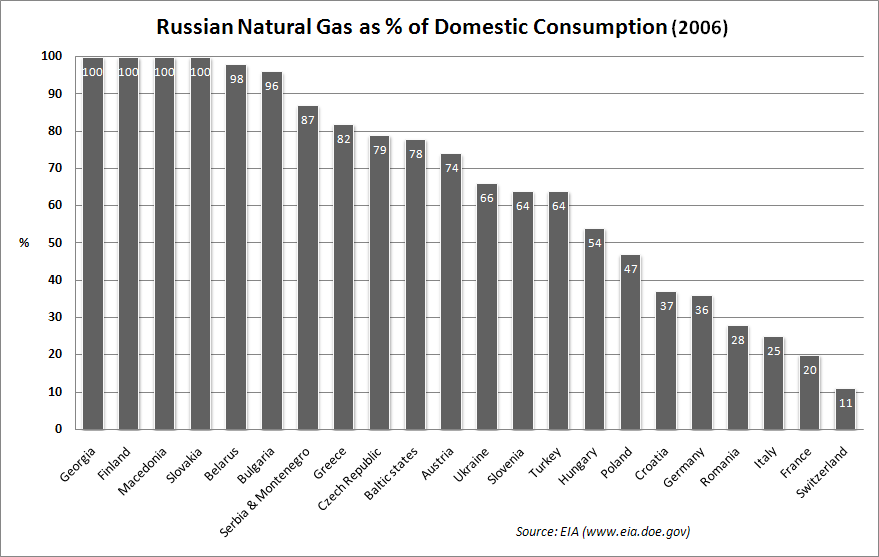
Porcentaje del gas natural consumido por país proveniente de Rusia

Rusia tiene las mayores reservas de gas natural que cualquier país del mundo, junto con la segunda mayor reserva de carbón, y el octavo lugar en reservas de petróleo. Se convirtió en el primer productor mundial de petróleo y, a partir de 2012, sobrepasó definitivamente a Arabia Saudita como el número uno del mundo con una explotación diaria de 10.120.000 Barriles/día.
Rusia es también el mayor productor de gas natural, con el 22,3% de la producción mundial, y también el mayor exportador, con el 24,0% de la exportación mundial. En los últimos años, Rusia ha establecido el sector del gas como uno de gran importancia estratégica. Muchas empresas privadas de petróleo y gas natural, especialmente Yukos y Sibneft, se han consolidado bajo el control de las organizaciones estatales Rosneft y Gazprom, respectivamente.
Gazprom tiene control sobre todos los gasoductos principales que salen de Asia Central, una región rica en gas. Rusia ha utilizado este gas, principalmente el de Turkmenistán, en ocasiones en que no ha podido satisfacer la demanda con sus propias plantas de producción nacional. Estas circunstancias hicieron que, en el año 2000, Gazprom permitiera a Turkmenistán usar sus gasoductos para suministrar gas al mercado doméstico ruso con altos subsidios y bajo precio, dejando a Gazprom libre para cumplir con sus obligaciones con los clientes europeos.
Gazprom vende el 33% de su gas a Europa, lo cual representa casi el 70% de los ingresos de la empresa. El 30% restante se vende para consumo interno en Rusia a precios muy subvencionados. [cita requerida]
A partir de 2006, Rusia suministra más del 25% del petróleo de Europa y más del 40% de su gas. Su estado de superpotencia energética se ha convertido recientemente en un tema importante en la Unión Europea. Las enormes reservas de gas natural de Rusia han ayudado a darle el título indisputadamente. Sin embargo, la condición de superpotencia energética de Rusia ha sido cuestionado por algunos. Como Vladimir Milov, del Carnegie Endowment for International Peace, dice:
El concepto de "superpotencia energética" es una ilusión sin base real. Tal vez lo más peligroso sea que no reconoce la dependencia mutua entre Rusia y los consumidores de energía. Debido a los conflictos políticos y a la disminución de la producción, es probable que haya futuras interrupciones en el suministro a Europa. Como consecuencia, llegará un día en que la compañías europeas de gas soliciten la eliminación de las condiciones de tomar-o-pagar en sus contratos con Rusia. Esto pondrá en peligro la capacidad de Gazprom para conseguir fondos. El intento de Putin de usar la energía para aumentar la influencia rusa podría ser contraproducente a largo plazo
Rusia ha sido acusada por Occidente de usar sus recursos naturales como un instrumento político contra Georgia, Ucrania, y otros países por los que se siente "amenazada". [cita requerida] A principios de 2006, Rusia aumentó drásticamente el precio del gas para Ucrania, tras la "Revolución Naranja" de este país. [cita requerida] Más tarde se duplicaron los precios del gas natural para Georgia, a raíz de un incidente internacional. Los críticos especularon que esto fue un intento de socavar el desafío a Moscú por parte de los líderes georgianos. [cita requerida]
A su vez, Rusia ha acusado a Occidente de aplicar un doble rasero en relación con los principios del mercado, haciendo notar que ha estado suministrando gas a los estados en cuestión (gobernada por regímenes que Moscú considera "no amistosos") a precios que estaban muy por debajo de los niveles del mercado mundial y, en algunos casos, siguen estándolo incluso después de los aumentos. [cita requerida] Rusia sostiene que no está obligada a subvencionar la economía de los Estados postsoviéticos ofreciéndoles los recursos por debajo de los precios del mercado. Rusia también ha aumentado el precio del gas para Armenia y Bielorrusia, las cuales, a diferencia de Georgia y Ucrania, han sido estrechos aliados de Moscú y mantienen una relajada unión estatal con Rusia. [cita requerida]
A pesar del enorme potencial de Rusia, el vicepresidente de la compañía de gas TNK-BP ha manifestado que entraría en problemas en el 2007, haciendo notar que Rusia no ha abierto nuevos campos de gas desde la caída de la Unión Soviética, y que los que se encuentran actualmente en funcionamiento se están agotando rápidamente. Sin embargo, esta opinión contradice los hechos conocidos, ya que Rusia no ha informado de ninguna escasez de gas durante 2007. En octubre de 2001, Gazprom inició la extracción en el campo Zapolyarnoye en Siberia occidental, un yacimiento estimado en 3,2 billones de metros cúbicos. Esto sitúa a Zapolyarnoye en el grupo de los 10 mayores campos del mundo.
A pesar de esto, algunos sostienen que las plantas ineficientes y las cada vez más antiguas infraestructuras podrían forzar a Rusia a la importación adicional de gas procedente de Asia central. Esta hipótesis no es inevitable, ya que Gazprom tiene acceso a vastas cantidades de gas, y de acuerdo con Alexey Miller de Gazprom, tiene la intención de explotar en exclusiva el yacimiento de gas de Shtokman, uno de los más grandes del mundo
Cabe señalar que las importaciones de gas ruso presentan una lucrativa oportunidad para el país. En 2008, Rusia proyectaba importar la mayor parte del gas de las repúblicas de Asia central por un precio situado entre los 100 y los 150 dólares por 1000 metros cúbicos. La mayor parte de este gas se revende a Europa por un precio que supera los 250 dólares por 1000 metros cúbicos. [cita requerida]

## Superpotencias energéticas disputables
Canadá es probablemente uno de los países que en sus relaciones internacionales cuenta con mayor ambigüedad en lo que concierne a su condición de potencia energética. Los partidarios de que sea considerado como tal, junto con Arabia Saudita y Rusia, hacen notar que Canadá es el mayor productor mundial de uranio, con más de un cuarto de la producción mundial en 2006. Canadá también ocupa el primer lugar en el mundo en producción de energía hidroeléctrica, y exporta de grandes cantidades de ésta a Estados Unidos. Algunas instituciones canadienses han llegado a llamar al país una superpotencia energética, pero casi todas estas afirmaciones se basan en su producción de petróleo. El primer ministro canadiense, Stephen Harper, llamó a Canadá una superpotencia energética en el verano de 2006. Actualmente, Canadá es el tercer productor mundial de gas natural (por detrás de Rusia y Estados Unidos), y el séptimo en producción de petróleo.
Sin embargo, existen una serie de objeciones a este punto de vista que manifiestan que Canadá no se ha establecido como una verdadera superpotencia energética. Algunos críticos, como Shawn McCarthy de la compañía Globe & Mail de Toronto, expresan que Canadá es más como un "supermercado energético" en comparación con las ya existentes superpotencias energéticas como Rusia Por último otros, como la consultora independiente académica Oxford Analytica, consideran que Canadá aún no ha alcanzado este status, sino que lo está alcanzando gradualmente a medida que crece su producción de petróleo. Sin embargo, incluso estas propuestas reconocen la enorme inversión que haría falta para que esto sucediera, y que la creciente producción de energía de Canadá podría causar un enfrentamiento entre los Estados Unidos y China sobre el acceso a los recursos energéticos canadienses. El potencial status de superpotencia energética de Canadá se discute en detalle a continuación.
A otros, como el Dr. Raymont de EnergyINet Inc. les preocupa que la normativa medioambiental se sacrificará en el proceso de transformación de Canadá en una superpotencia energética, y manifiestan su deseo de dar ejemplo como la única superpotencia energética "limpia" o "responsable".

## Superpotencias energéticas en potencia

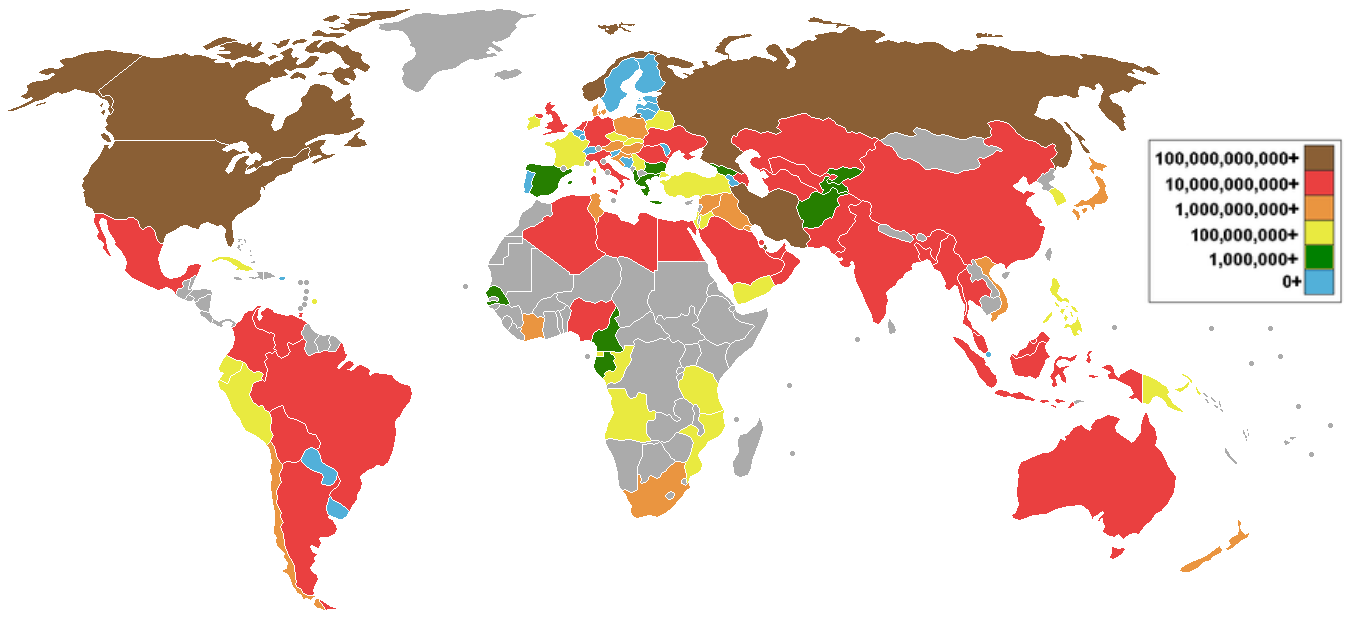
Países con reservas de gas natural

Además de las potencias reconocidas, algunos estados tienen grandes o enormes reservas de energía que aún no han sido explotadas significativamente, y que, por tanto, tienen el potencial para convertirse en superpotencias energéticas en el futuro.
Según Manik Talwani, un geofísico de la Universidad de Rice, hay dos países que tienen más probabilidades de alcanzar la condición de superpotencia petrolífera: Venezuela y Canadá. Citando sus enormes reservas potenciales (1,200 billones de barriles para Venezuela y 1,75 billones para las arenas petrolíferas de Canadá), el Dr. Talwani cree que poseen reservas para convertirse en superpotencias energéticas en las próximas décadas, a medida que la producción de petróleo disminuye en otras partes. Sin embargo, como señala el Dr. Talwani, ambos necesitan cien mil millones de dólares o más para aumentar sus niveles de producción hasta los de una verdadera superpotencia energética.

### El potencial de Venezuela para la producción de petróleo
En 2003, el Dr. Talwani afirmó lo siguiente de la capacidad de Venezuela para aumentar la producción:
«Por supuesto, aumentar la producción de petróleo pesado para que sea una parte importante de nuestra estrategia energética exigirá una enorme inversión. Por ejemplo, las compañías petroleras han estimado que el logro de tan sólo unos 200 mil barriles de petróleo pesado refinado en Venezuela requeriría unos tres mil millones de dólares en investigación y nuevas capacidades de refinamiento. Extrapolar estas cifras es difícil, pero un cálculo rápido indica que se podrían llegar a necesitar más de 100 mil millones de dólares para que la producción diaria de Venezuela llegara a los niveles de Arabia Saudita, pero gracias a los niveles de producción estables y el precio fijo de cada barril de petróleo y por ser una realidad que cada vez hay menos reservas de petróleo en el mundo, además de ser el país con las mayores reservas de petróleo, este pequeño país sudamericano tiene cada vez más posibilidades de ser una superpotencia energética.»

### El potencial de Canadá para la producción de petróleo
Canadá produce hoy en día unos 3 millones 100 mil barriles de petróleo y se prevé que aumente su producción por lo menos el doble para 2017. Sin embargo, los costes de expansión de la producción son mucho mayores, como prueba que "el 30% de aumento en el promedio de gastos capitales durante el último año ha desafiado al creciente mercado, junto con los principales problemas de infraestructura", como afirma Kristyn Ecochard, de Monsters & Crítics.

### El potencial de Irán para la producción de gas y petróleo
Irán es el cuarto productor mundial y el quinto exportador de petróleo. Tiene la segunda mayor reserva de petróleo del mundo, por detrás de Arabia Saudita. Irán es también el sexto productor de gas natural, con los segundos mayores yacimientos. Estas reservas confieren a Irán un estado híbrido entre Rusia y Arabia Saudita como una superpotencia energética en potencia. Si sus actuales relaciones con Estados Unidos fueran menos tensas, el aumento de la inversión extranjera en el sector de la energía podría convertir a Irán en una superpotencia energética de gas y petróleo. El periodista británico Julian Evans ha escrito que, cuanto antes olvide Irán sus anticuadas aspiraciones de convertirse en superpotencia nuclear, antes podrá convertirse en una superpotencia energética moderna.
En junio de 2009 se informa que China ayudará a Irán a producir gas natural.

## Amenazas a las superpotencias energéticas
Recientemente, al-Qaeda ha desarrollado una nueva estrategia en la lucha contra los Estados Unidos. En vez de concentrarse en los intereses estadounidenses para tratar de perjudicarlos, ahora Al Qaeda cree que cortar el suministro de energía a los EE. UU. debe ser una alta prioridad. En particular, las industrias energéticas de algunos grandes productores de energía como Arabia Saudita y Canadá figuran en la lista de objetivos de Al Qaeda, en un intento de dejar sin suministro a Estados Unidos. En lo que parecía un intento de llevar a cabo este plan, varios enmascarados intentaron entrar y destruir una sección de la refinería de petróleo saudita Abqaiq. Hasta el momento, ningún intento de grupos terroristas de atacar la infraestructura de la industria energética ha tenido éxito, aunque Nigeria se enfrenta a la interrupción de su industria energética por fuerzas rebeldes locales.
Según Ian MacLeod, de la CanWest News Service, «una interrupción grave del suministro subiría enormemente los precios de la energía. Si el ataque a Abqaiq hubiera tenido éxito (si los guardas hubieran podido disparar a los automóviles conducidos por los artificieros, detonando los explosivos dentro), algunos expertos dicen que los precios del petróleo probablemente habrían batido todos los récords. Un golpe catastrófico podría interrumpir completamente el transporte y otras partes de los EE. UU. y las economías mundiales».
Como resultado, aunque las superpotencias energéticas tengan una enorme riqueza natural, están emepezando a ser incluidos como objetivos en la Lucha Mundial contra el Terrorismo. Si bien las instalaciones de Arabia Saudita están relativamente protegidas, no existe aún consenso en cuanto a la gravedad de la amenaza a otros países, ni sobre lo preparados que pudieran estar para detener un ataque.

## Estados Unidos como Superpotencia Energética en elsigloXXI
El actual ascenso de Estados Unidos como superpotencia energética gracias a la explotación no convencional de hidrocarburos esta dictaminado la dinámica de la Economía Internacional. 
El fracking, cuyos campos se empiezan a notar en Texas y en otros lugares que no han sido explotados dentro de Estados Unidos, cuyas reservas no convencionales estimadas se elevan a 264.000 millones de barriles de petróleo, esta poniendo en serio riesgo la supremacía de Rusia, Venezuela y Arabia Saudita como productores de hidrocarburos.
Este nuevo contexto le permitió dictar en los últimos años las reglas de la economía y política mundial sujetas al petróleo. Estados Unidos está volviendo a ser una nación energéticamente autosuficiente, como lo fue a principios del siglo XX, y se ha vuelto capaz de exportar a varios países del mundo diversos derivados de petróleo como gasolina, gas y diésel. Esto da seguridad al país y sus aliados poniendo en serio riesgo la supervivencia económica de Ecuador, Venezuela, Rusia y los miembros de la OPEP lastrados por crisis económicas, en algunos casos gravísimas, que viven desde el 2008 alimentadas paralelamente por la desaceleración en la Economía de China.
La explotación de hidrocarburos no convencionales por medio del fracking en Estados Unidos si bien le está brindado saldos positivos en el campo económico y político ha encontrando serios críticos dentro y fuera de dicha nación por los graves problemas medioambientales que esta generando. A estos inconvenientes se suman nuevos riesgos que trae aparejado el terrorismo. Al cobrar cada vez más preponderancia la producción energética en territorio estadounidense cobran importante atractivo los campos de explotación de hidrocarburos y las instalaciones asociadas como blancos para ataques de los grupos como Al Qaeda.
Si bien el fortalecimiento actual de la posición de Estados Unidos encuentra su motor en la explotación de hidrocarburos, se está dando en la actualidad un importante impulso a la producción de energías limpias, es decir, los medios de producción energética que no contaminan el medio ambiente. Se espera que en los próximos años la mejora en la producción de energía limpia cobre una preponderancia definitiva y fortalezca aún más la posición de ese país.